# Вебер, Вальдемар Вениаминович
Вальдемар Вениаминович Вебер (нем. Waldemar Weber; 24 сентября 1944, село Сарбала, Кемеровская область) — поэт, прозаик, переводчик. Пишет на русском и немецком языках.

## Биография
Родился в Сибири в 1944 году в семье российских немцев. Детство и юность прошли во Владимирской области и в Подмосковье. С 1962 года жил в Москве. Окончил Московский Институт иностранных языков. Многие годы занимался изданием и переводом классической и современной европейской поэзии, в основном с немецкого и нидерландского. В 1991—92 гг. руководил семинаром художественного перевода в Литературном институте им. Горького, Москва.
С 1992 по 2002 преподавал и участвовал в научных проектах в университетах Граца, Инсбрука, Вены, Мангейма, Пассау. В 1996—1998 гг. и 2008—2010 гг. — главный редактор «Немецкой-русской газеты» (Мюнхен). В 1999 году основал издательство "Waldemar-Weber-Verlag"(Издательство Вальдемара Вебера), в 2006 — издательство "Verlag an der Wertach". С мая 2002 года живёт в Аугсбурге (Германия).

## Лауреат премий
- Премия Министерства культуры герцогства Люксембург (1993)
- Премия ПЕН-клуба Лихтенштейна «Liechtensteinpreis — 2002» за лирику на немецком языке
- Первая премия Международного конкурса им. Анатолия Маковского 2002 (Кострома — Петербург) по номинации «Русская проза».
- Стипендиат «Литературного Коллоквиума» в Берлине, 1992 г.
- Стипендиат Общества Австрийской литературы в Вене (1989 и 2001 гг.)